# Ptiloglossa absurdipes
Ptiloglossa absurdipes är en biart som beskrevs av Heinrich Friese 1908. Ptiloglossa absurdipes ingår i släktet Ptiloglossa och familjen korttungebin. Inga underarter finns listade i Catalogue of Life.